# Quid timeas? Caesarem vehis Caesarisque fortunam
Quid timeas? Caesarem vehis Caesarisque fortunam (с лат. — «Чего ты боишься? Ты везёшь Цезаря и его судьбу») — латинское крылатое выражение. Может употребляться в сокращённом виде Caesarem vehis.
Может использоваться для собственного воодушевления в минуту опасности — как напоминание о том, что судьба, предназначившая тебя для своих целей, не допустит, чтобы этому помешала нелепая случайность.
Возникновение фразы связано с историческим событием времён гражданской войны между Юлием Цезарем и Помпеем. Цезарь в 48 г. до н. э. переправился из порта Брундизий на юге Италии в Аполлонию на западном побережье в Греции (территория современной Албании). Оставшиеся в Италии войска под руководством Марка Антония медлили с переправой. Цезарь решился на рискованный шаг — тайно вернуться в Брундизий, рискуя встретиться с кораблями неприятеля, которые преобладали на море.

Между тем Цезарь не имея в Аполлонии военных сил, достаточных для борьбы, и видя, что войска из Италии медлят с переправой, оказался в затруднительном положении. Поэтому он решился на отчаянное предприятие — на двенадцативёсельном судне тайно от всех вернуться в Брундизий, хотя множество неприятельских кораблей бороздило море. Он поднялся на борт ночью в одежде раба и, усевшись поодаль, как самый незначительный человек, хранил молчание. […] Река свирепо боролась с морским приливом. Сопротивляясь прибою, она шумела и вздувалась, образуя страшные водовороты. Кормчий, бессильный совладать со стихией, приказал матросам повернуть корабль назад. Услыхав это, Цезарь выступил вперёд и, взяв поражённого кормчего за руку, сказал: «Вперёд, любезный, смелей, не бойся ничего: ты везёшь Цезаря и его счастье» (лат. Quid timeas? Caesarem vehis Caesarisque fortunam)

Этот эпизод также описан в поэме Лукана «Фарсалия».

## Пример цитирования
Мысль, что это нелепо, чтоб я мог погибнуть, ничего не сделав, это юношеское quid timeas! Caesarem vehis! взяло вверх, и я спокойно ждал конца, уверенный, что не погибну.